# Colibrí maragda cuablanc
El colibrí maragda cuablanc (Microchera chionura) és una espècie d'ocell de la família dels troquílids que habita Costa Rica i Panamà.